# Mali
Il Mali, ufficialmente Repubblica del Mali (in francese République du Mali, in bambara ߡߊߟߌ ߞߊ ߝߊߛߏߖߊߡߊߣߊ, Mali ka Fasojamana, in fula 𞤈𞤫𞤲𞥆𞤣𞤢𞥄𞤲𞤣𞤭 𞤃𞤢𞥄𞤤𞤭, Renndaandi Maali, in arabo جمهورية مالي), è uno Stato situato nell'Africa occidentale e senza sbocco al mare. È l'ottavo Stato più esteso dell'Africa, con un'area di oltre 1 240 000 km²; la popolazione ammonta a 21,3 milioni di abitanti, il 67% dei quali veniva stimato essere al di sotto dei 25 anni nel 2017. A nord confina con l'Algeria, a est con il Niger, a sud con il Burkina Faso e la Costa d'Avorio, a sud-ovest con la Guinea e a ovest con il Senegal e la Mauritania; la capitale è Bamako, che è anche la maggiore città del Paese. Lo Stato consiste di otto regioni, e il suo confine settentrionale raggiunge le profondità del deserto del Sahara, mentre la parte meridionale del Paese è compresa nella savana sudanese, attraverso la quale scorrono sia il fiume Niger sia il fiume Senegal, e dove vive la maggior parte degli abitanti. L'economia nazionale è centrata sull'agricoltura e l'estrazione mineraria: una delle principali risorse naturali del Mali è l'oro, di cui è il terzo produttore nel continente africano; esporta anche il sale.
L'attuale Mali era un tempo parte di tre imperi africani occidentali che controllavano le vie commerciali trans-sahariane: l'Impero del Ghana (da cui prende il nome il Ghana), l'Impero del Mali (da cui prende il nome il Mali) e l'Impero Songhai. Al suo picco, nel 1300, l'Impero del Mali copriva un'area circa doppia rispetto all'attuale Francia, e si estendeva fino alla costa occidentale dell'Africa. Alla fine del XIX secolo, durante la spartizione dell'Africa, la Francia prese il controllo del Mali, rendendolo parte del Sudan francese (allora conosciuto come Repubblica sudanese), che nel 1959 fu unito al Senegal, e raggiunse poi l'indipendenza nel 1960 come Federazione del Mali. Poco dopo, a seguito del ritiro del Senegal dalla federazione, la Repubblica sudanese si dichiarò indipendente con il nome di Repubblica del Mali. Dopo un lungo periodo di dominio monopartitico, un colpo di Stato nel 1991 portò a una nuova costituzione e l'istituzione di uno Stato democratico e multipartitico.
Nel gennaio 2012 scoppiò un conflitto armato nel Mali settentrionale, in cui i Tuareg ribelli presero il controllo di un territorio del Nord, e nell'aprile dichiararono la secessione di un nuovo Stato, Azawad. Il conflitto fu complicato ulteriormente dal colpo di Stato del marzo 2012 e dalle lotte successive tra Tuareg e altre fazioni ribelli. In risposta alle conquiste territoriali, l'esercito francese lanciò l'Operazione Serval nel gennaio 2013. Un mese dopo, le forze maliane e francesi riconquistarono quasi tutto il Nord; le elezioni presidenziali si tennero il 28 luglio 2013, con il secondo turno l'11 agosto, e le elezioni parlamentari si tennero il 24 novembre e 25 dicembre dello stesso anno.
Nel 2020 e nel 2021 si sono verificati nel Mali due colpi di Stato da parte di Assimi Goïta.
Burkina Faso, Mali e Niger hanno annunciato la formazione di un nuovo Stato, ovvero l'Alleanza degli Stati del Sahel, che raggruppa i tre paesi per scopi militari, economici e di sicurezza.

## Etimologia
Il nome Mali deriva dall'Impero del Mali e significa "il luogo dove vive il re" e ha una connotazione di forza.
Lo scrittore guineano Djibril Niane suggerisce in Sundiata: An Epic of Old Mali (1965) che non è impossibile che il Mali sia il nome dato a una delle capitali degli imperatori. Il viaggiatore marocchino del XIV secolo Ibn Battuta riportò che la capitale dell'Impero del Mali era chiamata Mali. Una tradizione mandinga racconta che il leggendario primo imperatore Sundjata Keïta alla sua morte si trasformò in un ippopotamo del fiume Sankarani, e che è possibile trovare villaggi lungo il fiume, chiamato "vecchio Mali", che hanno come nome "Mali". Uno studio di proverbi maliani nota che nel vecchio Mali c'è un villaggio che si chiama Malikoma, che significa "nuovo Mali", e che "Mali" potrebbe essere stato in passato il nome di una città.
Un'altra ipotesi suggerisce che Mali sia la pronuncia fula del nome del popolo Mandè.

## Storia

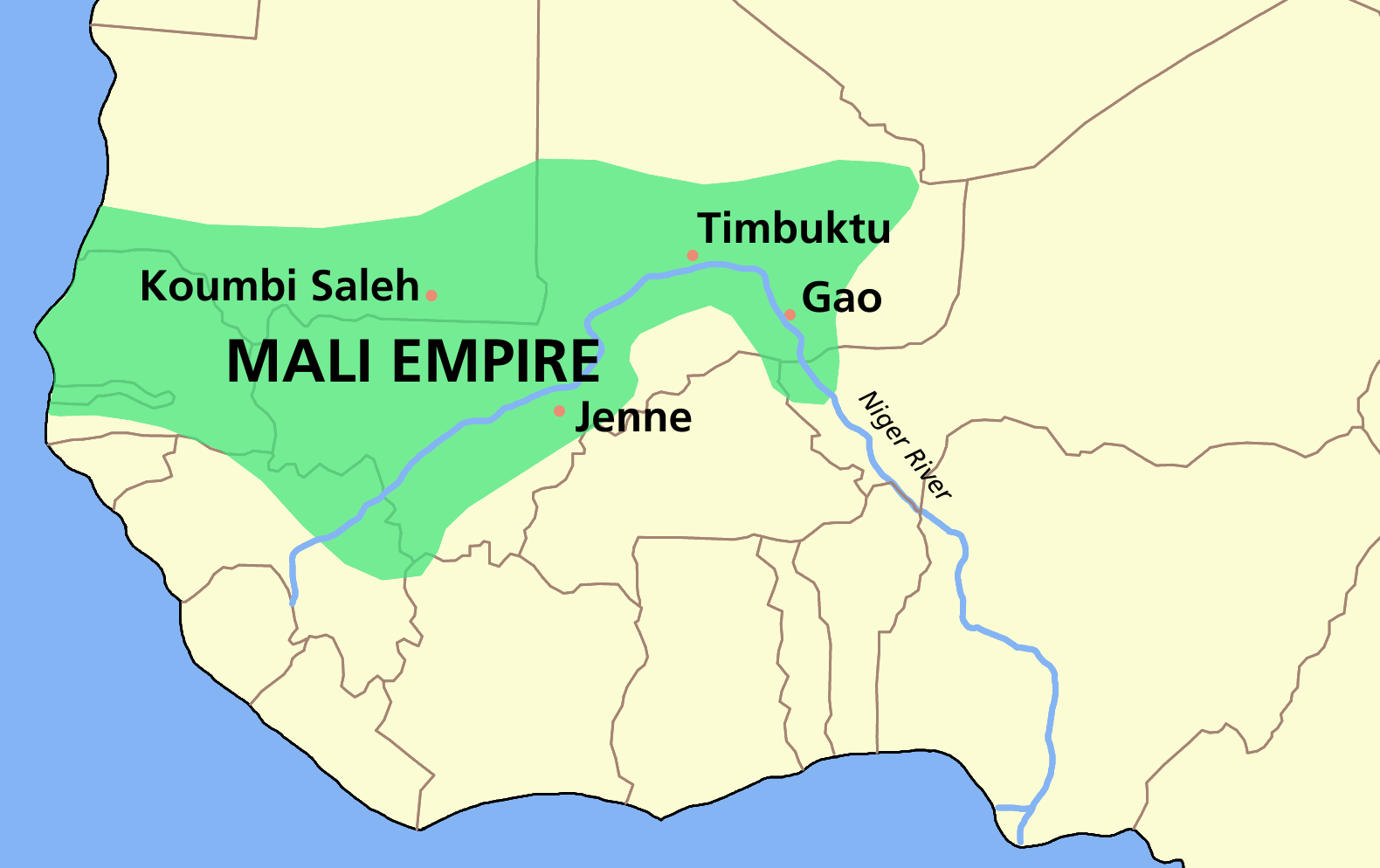
La massima estensione dell'Impero del Mali

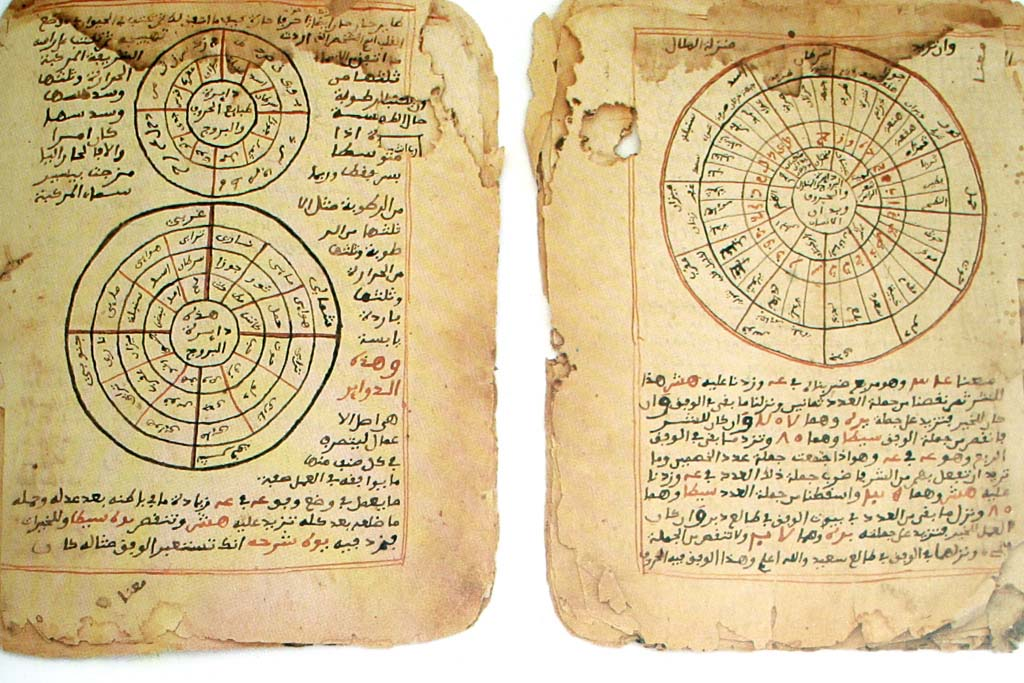
Le pagine sono tratte dai manoscritti islamici di Timbuctù, scritti in Sudanese (una forma di arabo) nell'Impero del Mali, che mostrano le conoscenze assodate di astronomia e matematica. Oggi vi sono circa un milione di questi manoscritti nella sola Timbuctù

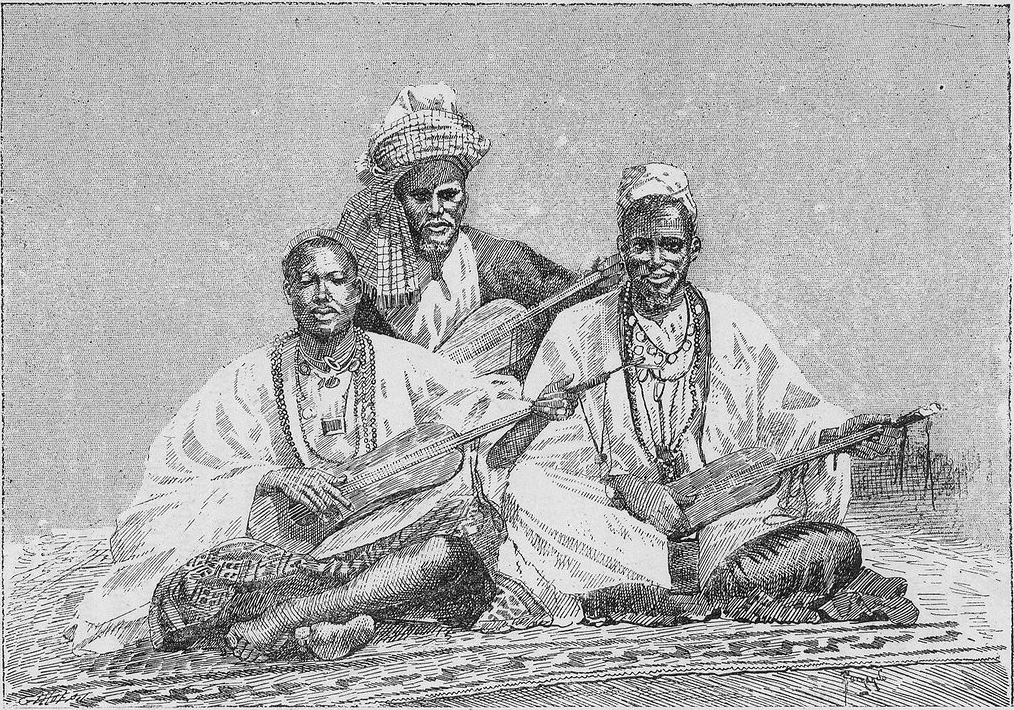
Griot di Shambaa, re di Médina (popolo fulano, Mali), 1890

L'arte sulle rocce nel Sahara suggerisce che il Mali settentrionale sia stato abitato sin dal 10.000 a.C., quando il Sahara era fertile e ricco di fauna. I primi manufatti in ceramica furono stati scoperti nel Mali centrale a Ounjougou e risalgono al 9.400 a.C., e si crede rappresentino un esempio di invenzione indipendente di vasellame nella regione. L'uomo di Asselar, ritrovato nella regione di Kidal nel 1927, risale a circa 6.400 anni fa, e al 5.000 a.C. risalgono tracce di allevamento, e al 500 a.C. tracce di uso del ferro.
Nel primo millennio avanti Cristo, il popolo Mandè fondò le prime città collegate al popolo Sarakollé, lungo il medio fiume Niger nel Mali centrale, inclusa Dia, che fu fondata intorno al 900 a.C. e raggiunse il suo picco intorno al 600 a.C., e Jenné-Jeno, che durò dal 300 a.C. al 900 d.C. Nel VI secolo dopo Cristo iniziarono i fiorenti commerci trans-sahariani di oro, sale e schiavi, che facilitarono la nascita dei grandi imperi dell'Africa occidentale.
Vi sono alcuni riferimenti nel Mali nella prima letteratura islamica. Tra questi vi sono riferimenti a "Pene" e "Malal" nell'opera di Abu ʿUbayd al-Bakri nel 1068, la storia della conversione di uno dei primi governanti come Barmandana, per opera di Ibn Khaldun (1397), e alcuni dettagli geografici nell'opera di Muhammad al-Idrisi.
Il Mali era un tempo parte di tre imperi dell'Africa occidentale che controllavano le vie commerciali trans-sahariane di oro, sale e schiavi, principalmente durante il regno di Musa I (circa 1312 - circa 1337). Questi regni saheliani non avevano né rigidi confini geopolitici, né rigide identità etniche. Il primo di questi imperi fu l'Impero del Ghana, che fu dominato dai popoli Sarakollé e Mande. L'impero si espanse in tutta l'Africa occidentale dall'VIII secolo fino al 1078, quando fu conquistato dagli Almoravidi.

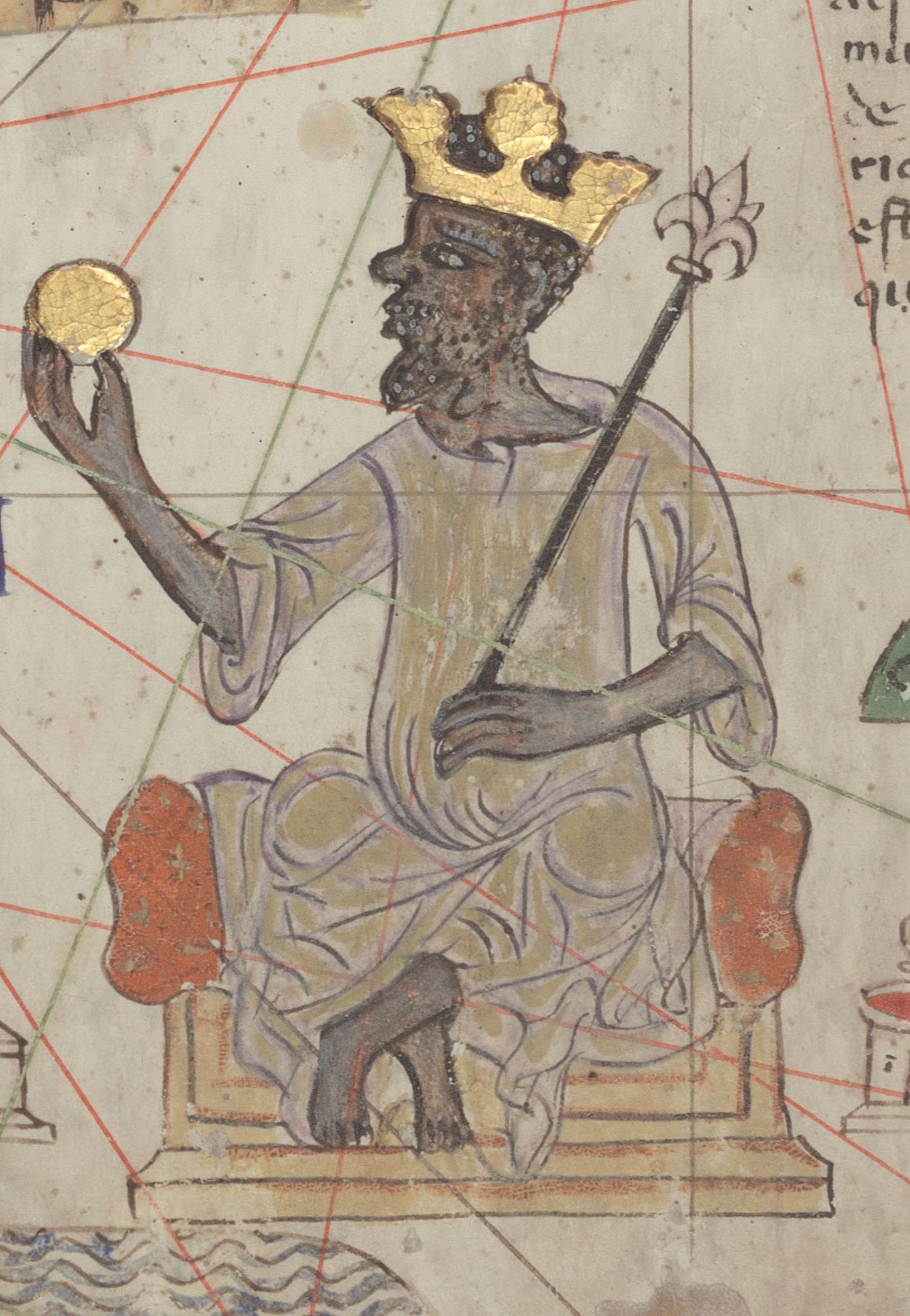
Mansa Musa, imperatore del Mali nel XIV secolo

L'Impero del Mali fu costituito successivamente nell'alto fiume Niger, e raggiunse l'apice del potere nel XIV secolo; sotto l'impero, le antiche città di Djenné e Timbuctù furono centri del commercio e della cultura islamica. L'impero andò in seguito incontro al declino per via degli intrighi interni, e fu infine succeduto dall'Impero Songhai. Il popolo songhai aveva origine dall'attuale Nigeria nord-occidentale e il suo impero era stato un grande potere dell'Africa occidentale soggetto al dominio dell'Impero del Mali.
Nel tardo XIV secolo i songhai conquistarono gradualmente l'indipendenza dal Mali e si espansero, incorporando alla fine l'intera porzione orientale dell'Impero del Mali. Il crollo dell'Impero Songhai fu causato dall'invasione marocchina del 1591, sotto il comando di Jawdar Pascià. La caduta dell'Impero Songhai segnò la fine del ruolo della regione come crocevia dei commerci; a seguito dell'istituzione delle vie marittime da parte delle potenze europee, le vie commerciali trans-sahariane persero di importanza..
Una delle peggiori carestie avvenute nella regione fu nel XVIII secolo; secondo John Iliffe, "Le peggiori crisi avvennero negli anni 1680, quando la carestia si estese dalla costa Senegambiana fino all'Alto Nilo e molti si vendettero come schiavi per ottenere il sostentamento, e specialmente nel 1738-1756, quando la peggiore crisi alimentare che si ricordi nell'Africa occidentale, a causa della siccità e delle locuste, uccise circa metà della popolazione di Timbuctù."

### Colonia francese e indipendenza

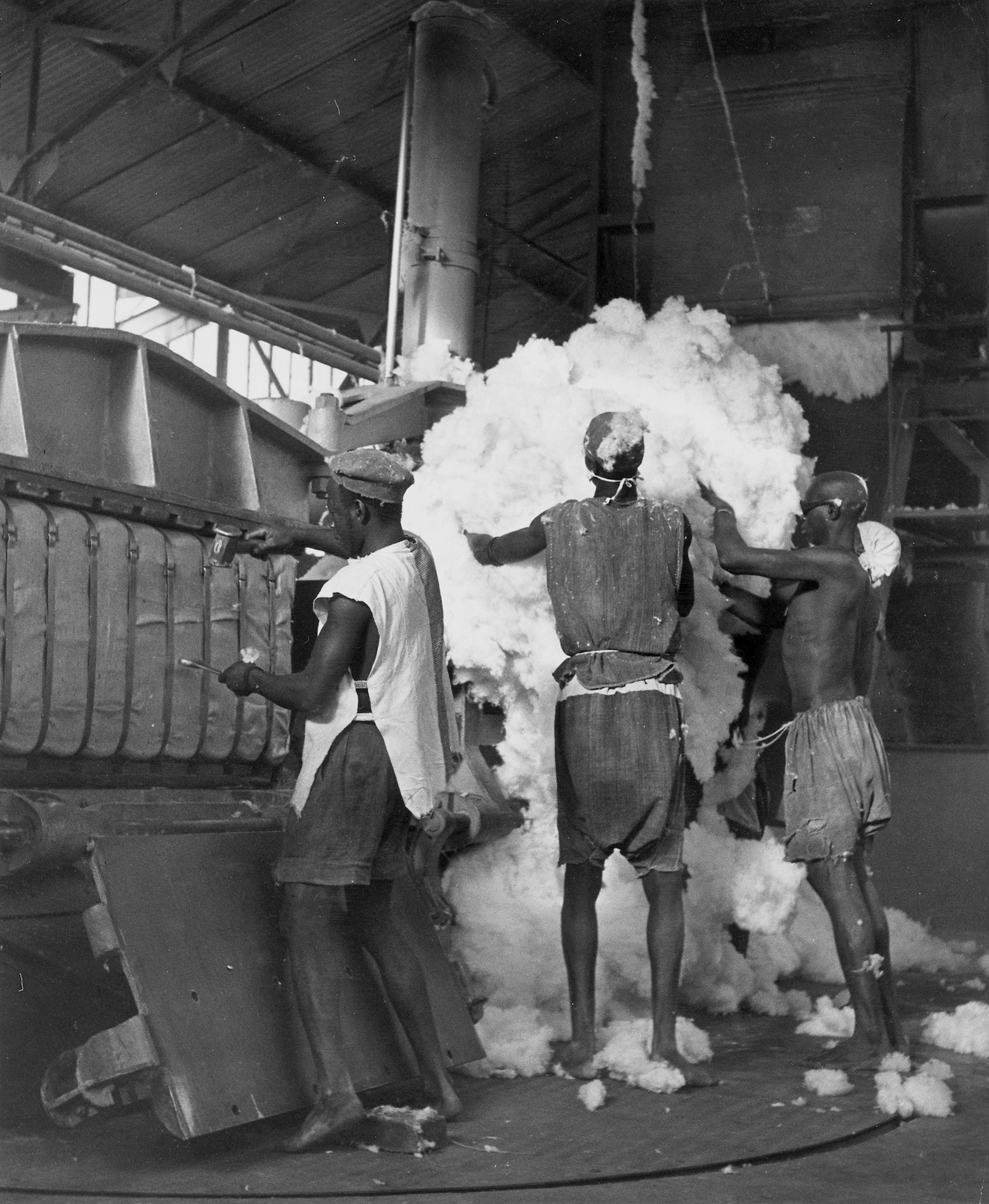
Lavorazione del cotone a Niono in balle per l'esportazione in altre parti dell'Africa e in Francia, circa 1950

I francesi iniziarono la colonizzazione del suo territorio nel 1864 e nel 1895 venne integrato nell'Africa Occidentale Francese con il nome di Sudan francese.
Il 24 novembre 1958 la Repubblica Sudanese e il Senegal divennero repubbliche autonome all'interno della Comunità francese; nel gennaio 1959 Mali e Senegal uniti divennero la Federazione del Mali. Questa Federazione ottenne l'indipendenza dalla Francia il 20 giugno 1960. Alcuni mesi dopo, nell'agosto 1960, il Senegal si separò e la Repubblica Sudanese prese il nome di Mali il 22 settembre 1960 e fu eletto primo presidente della nazione Modibo Keïta, che in poco tempo instaurò un regime con partito unico, di orientamento marxista: Keita avviò una serie di disastrose iniziative economiche e politiche che piegarono l'economia del paese e resero fortemente impopolare il regime stesso.

### Moussa Traoré
Il 19 novembre 1968, a seguito del continuo declino economico, il regime di Keïta fu rovesciato con un colpo di Stato militare senza spargimento di sangue, guidato da Moussa Traoré; il giorno è oggi commemorato come Anniversario della liberazione. Il regime militare instaurato, con Traoré presidente, tentò di riformare l'economia, ma i suoi sforzi furono annullati dalla situazione politica instabile e dalla devastante siccità del periodo 1968-1974, in cui la carestia uccise migliaia di persone. Il regime di Traoré fu contrastato dalle rivolte studentesche dei tardi anni 1970, e da tre tentati colpi di Stato; il regime represse tutti i dissidenti fino alla fine degli anni 1980.
Il governo continuò a tentare sulla strada delle riforme economiche, e la popolazione rimane largamente insoddisfatta. In risposta alle crescenti richieste di democrazia multi-partitica, il regime permise alcune limitate liberalizzazioni politiche, rifiutando comunque di permettere un pieno sistema democratico. Nel 1990 iniziarono a emergere movimenti di opposizione, e la situazione fu complicata ulteriormente dalla turbolenta violenza etnica nel Nord, a seguito del ritorno di molti Tuareg nel Mali.

Monumento commemorativo della prima guerra mondiale alla "Armée Noire"

Le proteste anti-governative nel 1991 portarono a un colpo di Stato, a un governo di transizione e a una nuova Costituzione. L'opposizione al regime del generale Moussa Traoré, corrotto e dittatoriale, crebbe durante gli anni 1980; durante questo periodo le riforme, imposte per soddisfare le richieste del Fondo Monetario Internazionale, portarono ulteriori difficoltà alla popolazione del Paese, mentre le élite vicine al governo vivevano nella ricchezza. Le proteste pacifiche degli studenti nel gennaio 1991 furono soffocate con la forza, con arresti di massa e torture sui leader e sui partecipanti. Seguirono atti di rivolta e vandalismo su edifici pubblici, ma quasi tutte le azioni dei dissidenti rimasero non violente.

#### La Rivoluzione di Marzo
Dal 22 al 26 marzo 1991 si tennero riunioni di massa pro-democrazia e uno sciopero nazionale sia nelle comunità urbane sia in quelle rurali, che divennero noti come les évenements ("gli eventi") o "Rivoluzione di Marzo". A Bamako, in risposta alle manifestazioni di massa organizzate dagli studenti universitari e in seguito partecipate anche dai sindacati, i soldati aprirono il fuoco indiscriminatamente sui manifestanti non violenti; a questo seguirono tafferugli nelle strade, con l'erezione di barricate e blocchi stradali. Traoré dichiarò lo stato di emergenza e impose il coprifuoco notturno. Nonostante la perdita stimata di circa 300 vite negli scontri dei quattro giorni, i manifestanti non violenti continuarono a tornare a Bamako ogni giorno chiedendo le dimissioni del presidente dittatore, e l'implementazione di politiche democratiche.
Il 26 marzo 1991 è il giorno che segna gli scontri tra i soldati e gli studenti manifestanti pacifici, che ebbero il culmine nel massacro di decine di persone per ordine del presidente Moussa Traoré. Quest'ultimo e tre leader vennero in seguito processati e condannati a morte per la parte giocata nelle decisioni di quel giorno. Oggi, il 26 marzo è una giornata festiva in ricordo dei tragici eventi e delle persone che morirono. Il colpo di Stato viene ricordato come la Rivoluzione di Marzo del 1991.
Dal 26 marzo il rifiuto da parte dei soldati di aprire il fuoco sulle masse pacifiche si tramutò in un tumulto su larga scala, e migliaia di soldati posarono le armi unendosi ai movimenti pro-democrazia. In quel pomeriggio il colonnello luogotenente Amadou Toumani Touré annunciò via radio che aveva arrestato il presidente dittatore Moussa Traoré. In seguito, i partiti di opposizione vennero legalizzati e si riunì un congresso nazionale di gruppi civili e politici per redigere una nuova costituzione democratica da approvare tramite referendum nazionale.

### Le elezioni democratiche del 1992
Nel 1992 si tennero le prime elezioni democratiche, con Alpha Oumar Konaré eletto presidente. Dopo la sua rielezione nel 1997, Konare continuò le riforme politiche ed economiche, lottando contro la corruzione. Alla fine del suo secondo mandato, limite costituzionale per un presidente, fu sostituito nel 2002 da Amadou Toumani Touré che venne rieletto nel 2007.
A partire dall'autunno del 2008 si sono riacutizzate le tensioni nel Nord del paese tra il gruppo etnico Tuareg (accusato di sostenere la ribellione ancora latente nella regione di Kidal, al confine con quella di Gao) e le etnie maggioritarie nel paese. Violenze e intimidazioni contro elementi Tuareg da parte di ex miliziani filogovernativi si sono ripetute senza che le autorità intervenissero a difesa delle vittime.
Il 3 aprile 2011 il presidente Amadou Toumani Touré, dopo le dimissioni di Modibo Sidibe e di tutta l'équipe governativa, ha nominato capo del governo Cissé Mariam Kaïdama Sidibé, prima donna della storia a ricoprire tale incarico in Mali.

### Colpo di Stato del 2012

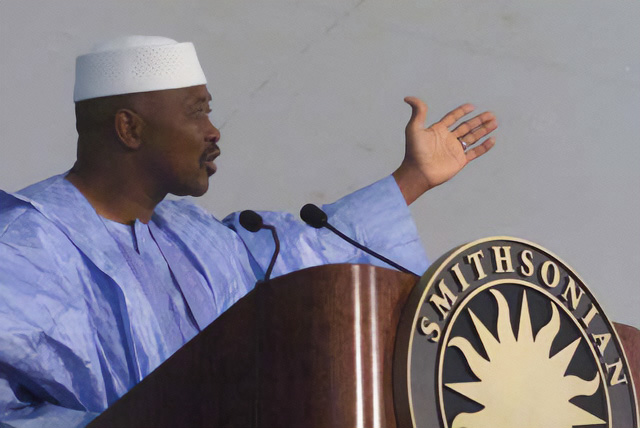
Amadou Toumani Touré, Presidente del Mali dal 2003 al 2012

Il 22 marzo 2012, soldati ammutinati guidati dal capitano Amadou Haya Sanogo affermano d'aver preso il controllo dei media e delle istituzioni maggiori grazie a un colpo di Stato. Costituiscono il Comitato Nazionale per il ripristino della democrazia in Mali, e il loro primo atto è stato l'annuncio della dissoluzione delle istituzioni e la sospensione della Costituzione.
Dall'aprile 2012 all'agosto 2013 è stato presidente ad interim Dioncounda Traoré, designato dalla giunta militare, e Cheick Modibo Diarra è nominato Primo Ministro ad interim del Mali il 17 aprile 2012 per aiutare il processo democratico fino alle elezioni del dicembre 2013.
Il suo governo, composto da 24 membri, è stato designato il 25 aprile dello stesso anno. Tre dei ruoli più importanti - i ministri della difesa, della sicurezza interna, e dell'amministrazione territoriale - sono stati indicati dagli ufficiali legati alla giunta militare che ha compiuto il colpo di Stato. Il governo tuttavia era composto più da tecnici che da politici.

### La guerra civile
Contemporaneamente è ripresa la guerra civile che ha portato l'etnia tuareg (laica) del Movimento Nazionale di Liberazione dell'Azawad, ad allearsi con alcune frazioni fondamentaliste, (gli Ansar Dine) - che aderiscono al Gruppo Salafita per la Predicazione e il Combattimento, poi denominato al-Qa'ida nel Maghreb islamico - e a prendere il controllo della regione settentrionale del Paese, l'Azawad.
Nel corso degli scontri sono state distrutte numerose reliquie della locale tradizione sufi e le tombe stesse (marabutti) di alcuni "santi" musulmani (tra cui l'antico mausoleo dedicato ad Alpha Moya e le sepolture di Sidi Mahmud, Sidi el-Mukhtar, Sidi Elmety, Mahamane Elmety e Shaykh Sidi Amar), a causa dell'accesa ostilità iconoclastica del wahhabismo verso qualsiasi forma di culto, che non sia rivolta ad Allah, considerata una bestemmia.
Il primo ministro Cheick Modibo Diarra viene arrestato dai militari l'11 dicembre 2012.

### Intervento europeo
Il 10 gennaio 2013 il presidente Dioncounda Traoré‚ in un discorso alla nazione, ha comunicato di aver chiesto e ottenuto un intervento aereo della Francia, in accordo con l'Ecowas, la comunità economica dei paesi dell'Africa occidentale, contro i ribelli dell'Azawad (il Nord del Paese). In seguito, sono state liberate le principali città dell'Azawad cadute in mano ai fondamentalisti islamici, dove le truppe sono state accolte con esultanza dalla popolazione.
Le nuove elezioni presidenziali del 28 luglio e dell'11 agosto 2013, salutate con speranza dall'ONU (risoluzione 2164-2014), hanno visto la vittoria del nuovo presidente Ibrahim Boubacar Keïta, largamente sostenuto dalla parte Sud del Paese ed eletto con il 77,62% dei voti. La sua elezione garantisce una certa continuità di intenti della classe politica pre-golpe del 2012.

### Colpo di Stato del 2020
Il 18 agosto 2020 il presidente Ibrahim Boubacar Keïta assieme al primo ministro vengono tratti in arresto con un colpo di Stato. Successivamente il presidente si è dimesso. Al posto si è insediata la giunta militare.
Il Comitato nazionale per la salvezza del popolo nominano il triumvirato Assimi Goïta, Malick Diaw e Sadio Camara fino a nuove elezioni politiche maliane.

## Geografia

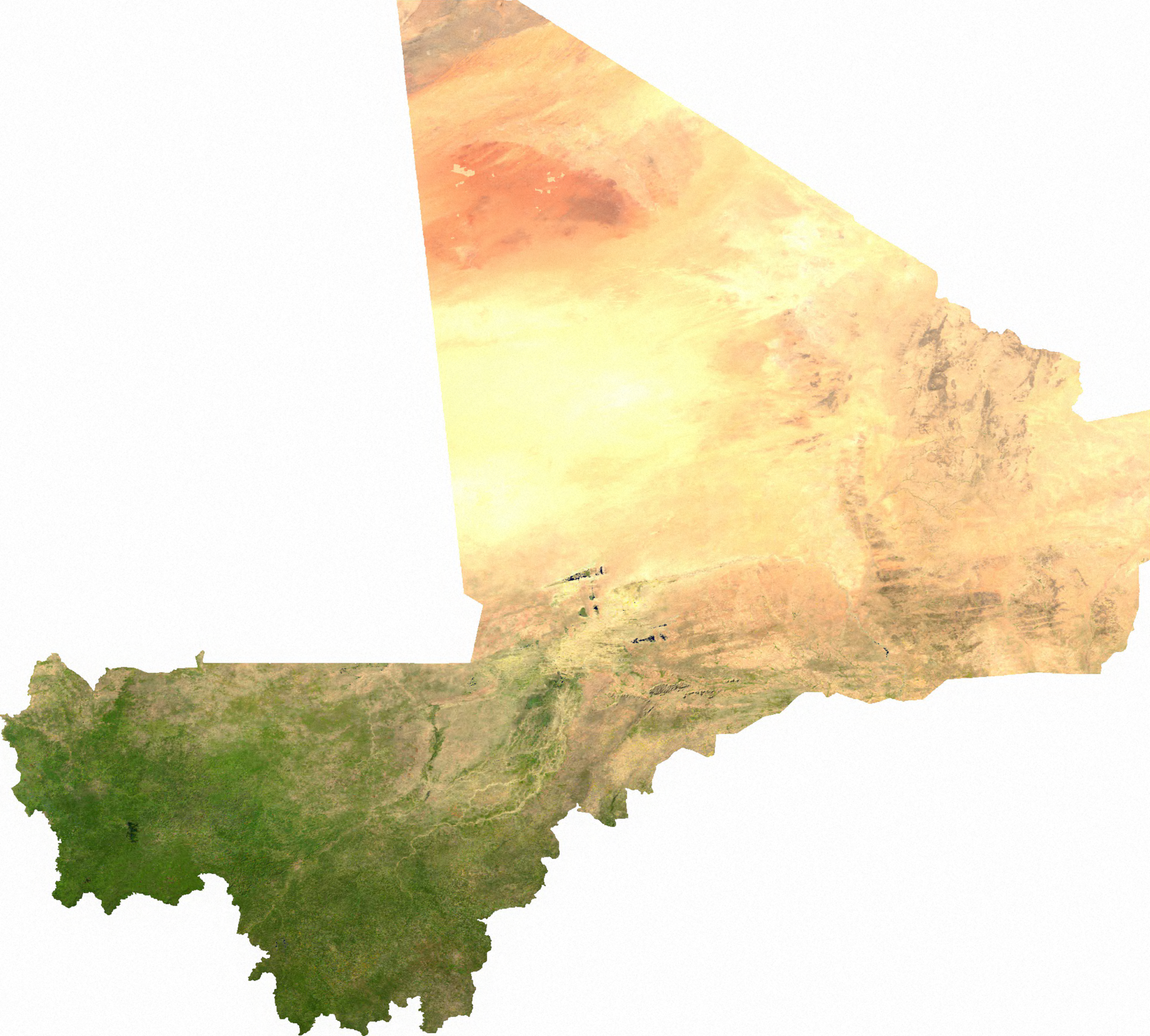
Immagine satellitare del Mali

Mappa della classificazione dei climi di Köppen climate del Mali

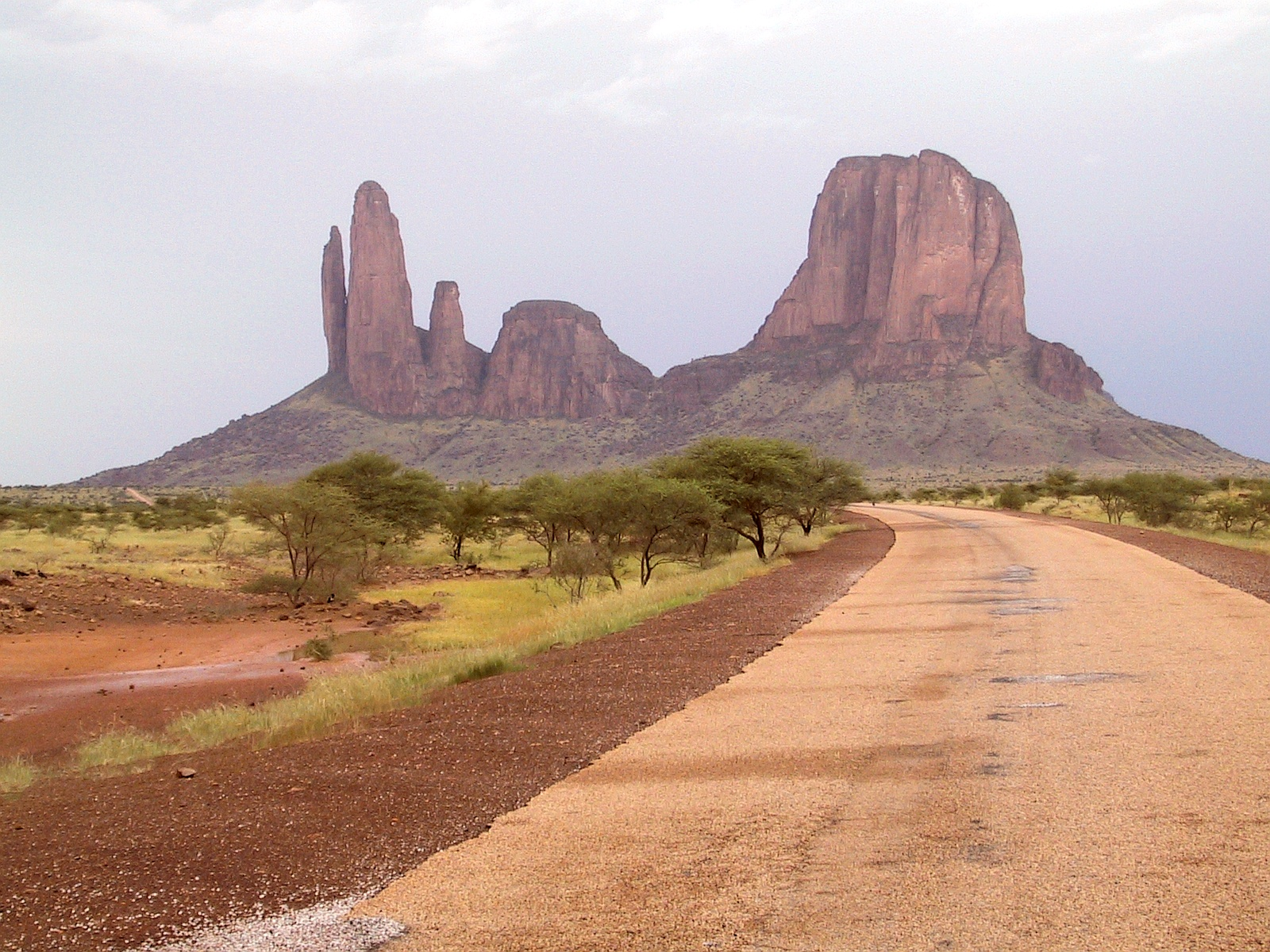
Panorama di Hombori

Il Mali è uno Stato senza sbocco al mare, il 24º paese più grande al mondo con 1 242 248 km² di estensione ed è situato nella zona interna dell'Africa nord-occidentale, fra il tropico del Cancro e la fascia equatoriale. Occupa lo spazio tra il 10º e il 25º parallelo nord, e tra le longitudini 13° ovest e 5° est; confina con l'Algeria a nord-nordest, con il Niger a est, con il Burkina Faso a sud-est, con la Costa d'Avorio a sud, con la Guinea a sud-ovest, con il Senegal a ovest e con la Mauritania a nord-ovest. Il Mali comprende nella parte settentrionale una vasta porzione del Sahara che crea una regione estremamente calda di savana sudanese e, in quella centro-meridionale, una lunga sezione del Niger con i suoi affluenti. Si tratta di un paese in prevalenza pianeggiante, con alture nel Nord. L'Adrar degli Ifoghas si trova nel Nord-est del Paese.

### Morfologia

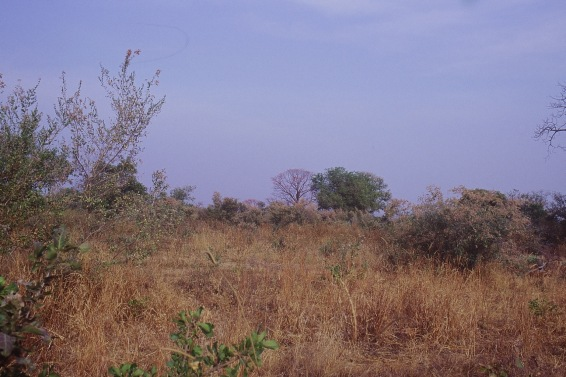
Savana - Zona meridionale dello Stato, caratterizzata da arbusti

L'ossatura topografica è costituita da altipiani di modesta altitudine formati da rocce sedimentarie recenti, sovrapposte al basamento cristallino antico. Nella regione settentrionale si stendono vasti tavolati che si elevano per alcune centinaia di metri fino a culminare nel gruppo montuoso dell'Adrar degli Ifoghas; al centro, verso ovest, il massiccio è limitato dal profondo solco della valle del Tilemsi, oltre la quale il massiccio cristallino del Timetrine degrada verso l'estesa depressione del bacino del Niger. Nella regione sud-occidentale affiorano i lembi settentrionali del massiccio guineano con il monte Mina (820 m), dal cui versante orientale nasce il Volta Nero, i monti di Kenieba e l'altopiano di Bambouck che non superano i 600 metri di altezza.

### Idrografia

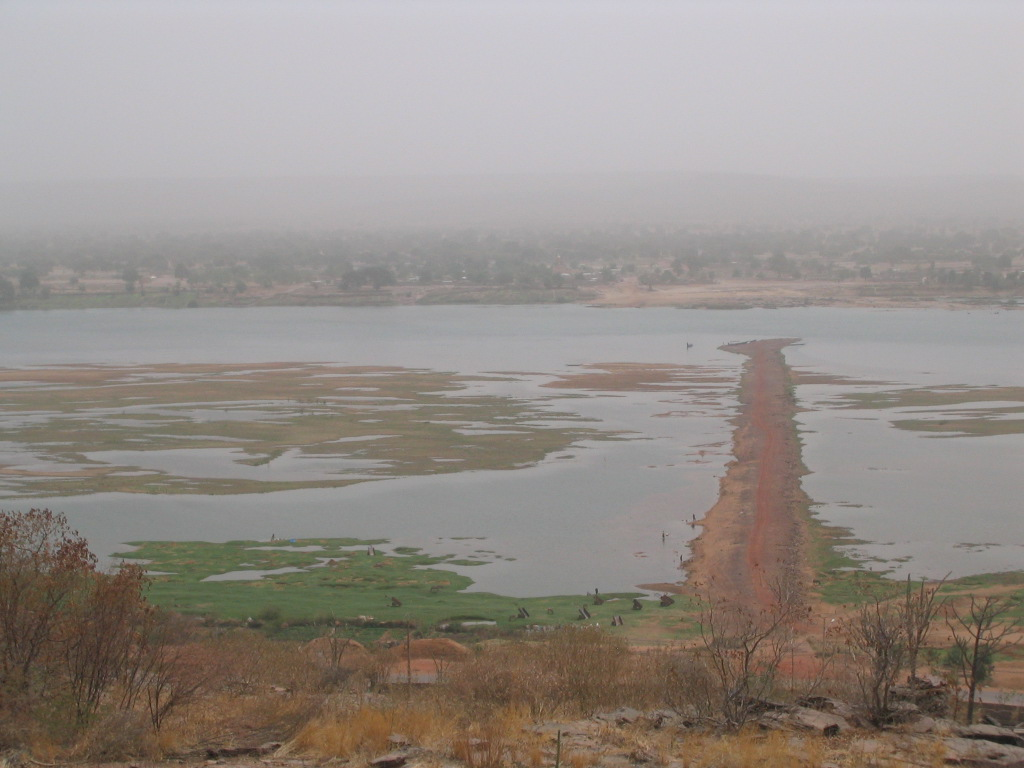
Fiume Niger - Isole sabbiose instabili nei pressi di Koulikoro

L'idrografia territoriale è sviluppata soltanto nella sezione meridionale, attraversata per 1 800 km dal corso del fiume Niger e da quello superiore del fiume Senegal. Il Niger, proveniente come il Senegal dal massiccio del Fouta Djalon in Guinea, entra in territorio maliano con un percorso orientato da sud-ovest a nord-est, formando un'ampia ansa paludosa prima di mutare direzione verso sud-est. Si possono distinguere tre tratti caratterizzati da un diverso regime delle piene: uno a monte fino a Ségou, il grande delta interno nelle regioni di Macina e Mopti e il tratto a valle del delta.
La vasta area, irrigata dal delta interno, rappresenta una felice eccezione nell'arida realtà saheliana e consente un notevole sfruttamento agricolo e pastorale. Il fiume Senegal scorre nel Mali per soli 450 km: il suo principale affluente è il Falémé al confine con lo Stato del Senegal.

### Clima
Dal punto di vista climatico, il territorio del Mali è caratterizzato da tre distinte situazioni: nell'area settentrionale, oltre il margine saheliano, prevalgono condizioni di clima desertico con temperature molto elevate in estate e nelle ore diurne (da 25 a 52 °C), relativamente basse in inverno e durante la notte (da 0 a 5 °C), caratterizzate dalla mancanza di precipitazioni. La regione saheliana centrale riceve più di 250-700 mm di piogge annue, mentre in quella meridionale, sudanese, le precipitazioni medie annue superano i 700÷1 000 mm e la stagione delle piogge inizia a fine aprile, prolungandosi fino a ottobre. Le temperature sono generalmente elevate in tutto il Paese. Le escursioni termiche si intensificano procedendo verso le aree più continentali: i valori medi delle temperature minime di gennaio sono di 17 °C a Bamako e di 14 °C a Gao, quelli massimi di maggio sono rispettivamente di 39 e di 43 °C. Durante tutto l'anno l'aliseo di nord-est domina nella regione settentrionale, l'harmattan soffia ovunque da novembre ad aprile (stagione secca). 
Durante un'intensa ondata di caldo il 3 aprile 2024 nella città di Kayes si registrò la temperatura più alta mensile di tutto il continente africano registrando 48,5 °C. 

### Flora e fauna
Nel paesaggio vegetale (area sudanese) predomina la savana arborata ricca di erbe alte, maestosi baobab e alberi da frutta, alternata a zone residuali di foresta tropicale e foresta a galleria lungo il corso dei fiumi. Nella zona saheliana molto diffusa è la steppa: le alte erbe sono sostituite da graminacee provviste di spine, dalle gigantesche euforbie e acacie.
La fauna è abbondante e ben rappresentata: nella savana e ai margini della foresta equatoriale vivono scimmie, ruminanti, felini e rettili di grosse dimensioni. Anche nella regione saheliana troviamo animali come quelli presenti nella savana. Nei corsi d'acqua vivono coccodrilli, ippopotami e molte specie di pesci. Il parco nazionale del Baoulé, nella zona sud-orientale di Bamako, ospita una grande riserva faunistica.

## Popolazione

### Demografia

Andamento della popolazione del Mali dal 1960 al 2020

La densità media di popolazione è molto bassa, e si innalza solo nelle regioni centromeridionali (soprattutto Sikasso e Ségou, con circa 30 ab./km²) dove si concentrano i 3/4 dei maliani e la totalità della popolazione urbana (circa 1/3 degli abitanti). Al contrario, nelle regioni sahariane del Nord, che occupano oltre il 60% del territorio, la rarefazione demografica è massima. Il forte incremento demografico (superiore al 3% annuo a causa di un indice di fecondità di oltre sei figli per donna) alimenta intensi flussi migratori, sia stagionali verso il Senegal (e prima della crisi del 2002, anche verso la Costa d'Avorio) sia verso l'Europa; molto alto è il numero degli emigrati stabili (800 000 circa); la comunità più numerosa vive in Francia (32 000 persone nel 2003). Il Mali si colloca nelle ultimissime posizioni (174º) della graduatoria dell'Indice di sviluppo umano delle Nazioni Unite. Le condizioni di vita sono precarie per la maggior parte della popolazione, come attestano l'altissima mortalità infantile (6,76%), la bassa speranza di vita (55 anni), l'elevato tasso di analfabetismo (71%) e le carenti condizioni igienico sanitarie che favoriscono il diffondersi di epidemie (per esempio di colera), il persistere di parassitosi e la propagazione dell'AIDS.

### Etnie

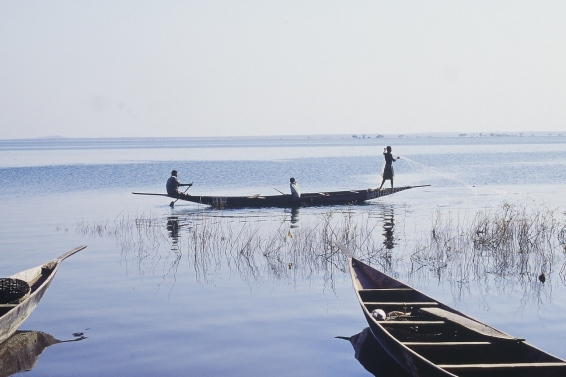
Pescatori Bozo

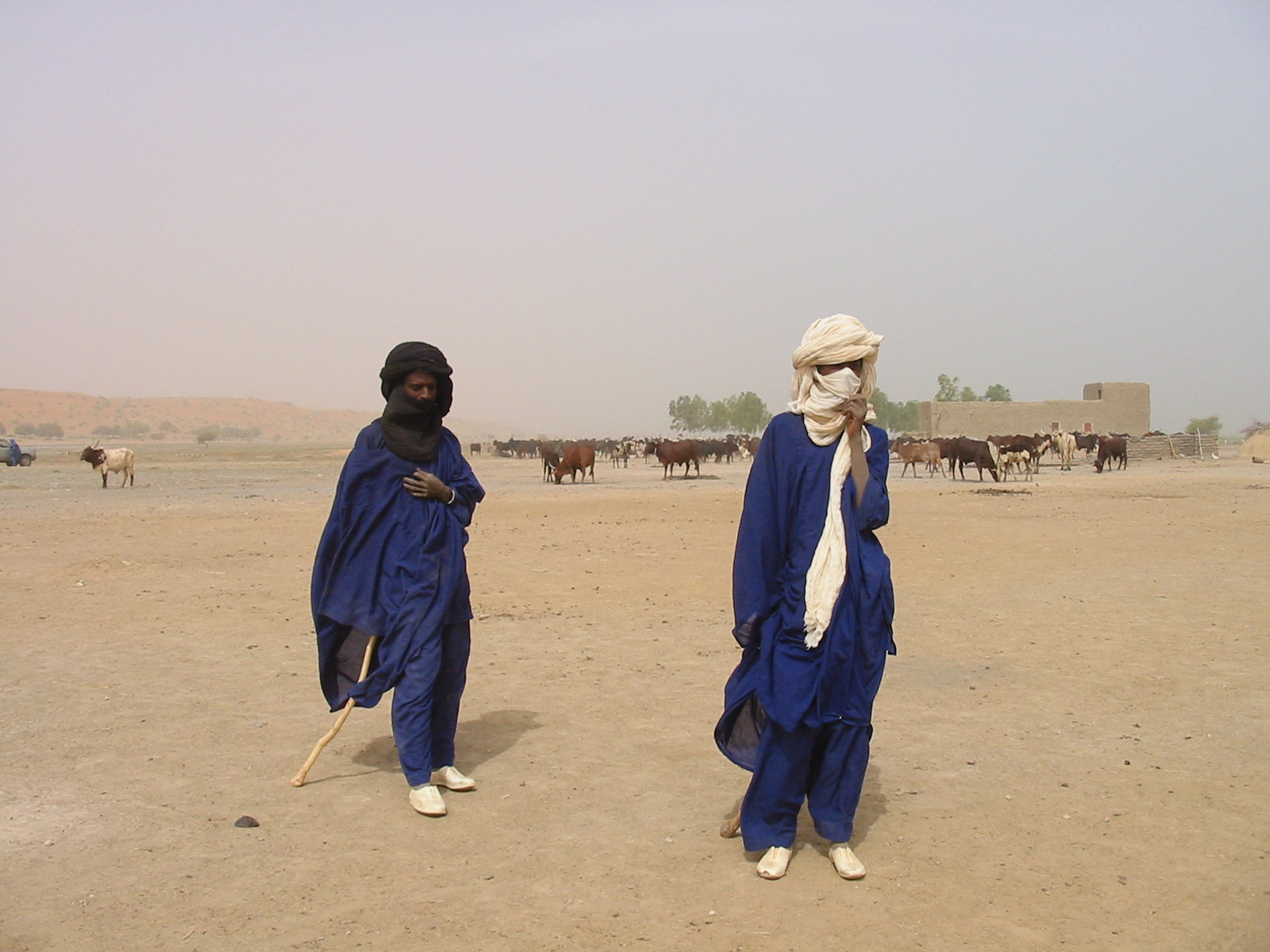
Fulbe. Conosciuti anche come Peul o Fulani, sono il secondo gruppo etnico maliano per numero

Le principali etnie del Mali sono Bambara, Bozo, Dogon, Malinke (Mandingo), Fulani (peul), Sarakollé (Soninke), Senoufo, Songhai, Toucouleur, Tuareg.

### Religione
Musulmani (92%, in maggioranza sunniti), animisti (5%), cristiani (2,5%), altri (0,5%). Le circoscrizioni ecclesiastiche cattoliche consistono in un'arcidiocesi con sede a Bamako, avente cinque diocesi suffraganee: Kayes, Mopti, San, Ségou e Sikasso.

### Lingue

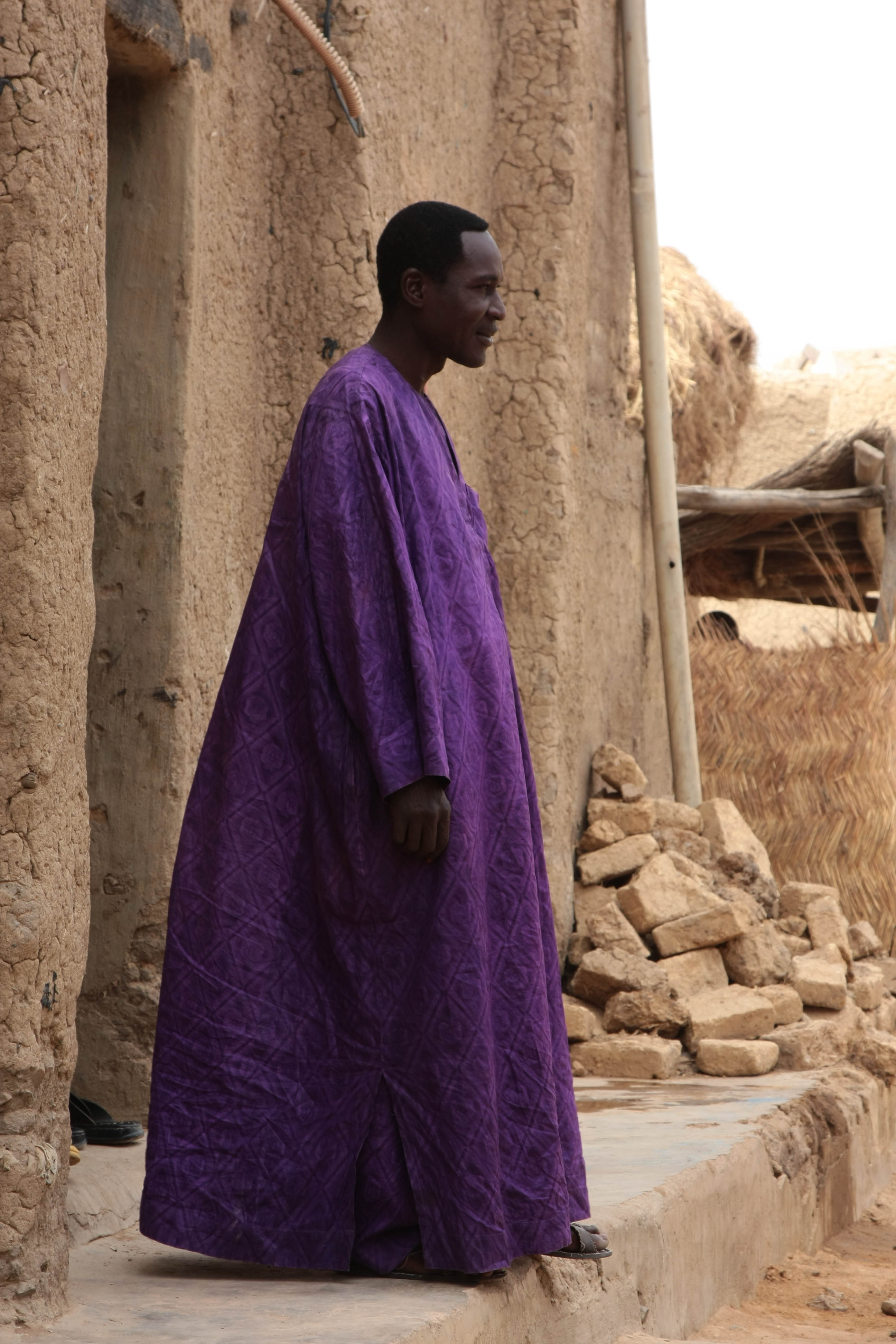
Maliano in abito tipico

Il francese, che è stata l'unica lingua ufficiale fino al 2023, è parlata quasi ovunque e serve come lingua degli affari e del commercio; dal 2023 non è più considerata una lingua ufficiale del paese. Nel Nord è parlata anche la lingua tuareg. La lingua bambara, un tempo la più diffusa, si sta ridimensionando drasticamente negli ultimi anni, a causa della diffusione del francese tra la popolazione e nell'Africa francofona in particolare. In alcune zone del paese si parla il soninke. Nella zona occidentale del paese è parlato lo xaasongaxango.
Il Mali è membro dell'OIF (Organizzazione Internazionale della Francofonia).

## Ordinamento dello Stato
Dal 1991 la Costituzione del Mali ha subito cambiamenti che hanno consentito la creazione di un sistema pluripartitico; l'assemblea nazionale è composta da 147 membri eletti ogni cinque anni a suffragio universale.
In base alla costituzione del 1992, il Mali è una repubblica parlamentare, con regime semipresidenziale. Il Capo di Stato, che nomina il primo ministro, viene eletto a suffragio universale diretto con mandato quinquennale. L'Assemblea Nazionale (160 membri eletti ogni cinque anni, di cui 13 eletti dai maliani residenti all'estero) detiene il potere legislativo e il controllo sul governo. La pena di morte è stata sospesa nel 2002. Il paese è membro di ONU, UA, WTO, OCI; fa parte dei paesi ACP e di organizzazioni regionali come l'Unione economica e monetaria dell'Africa occidentale (WAEMU/UEMOA) e la Comunità economica dell'Africa occidentale (CEDEAO/ECOWAS).

### Suddivisioni storiche e amministrative

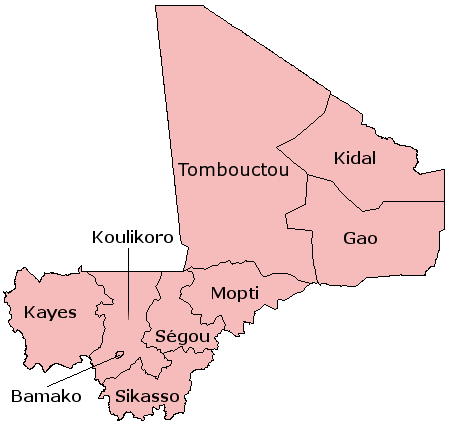
Regioni del Mali

Il Mali è suddiviso in otto regioni, più il distretto della capitale. Le regioni sono poi divise in 49 circondari (cercles). I circondari e il distretto della capitale sono divisi in 703 comuni (communes).
| Regioni   | Regioni   | Regioni  | Regioni  | Regioni          | Regioni |
| Regione   | Capoluogo | Abitanti | Area km2 | Abitanti regione | Densità |
| --------- | --------- | -------- | -------- | ---------------- | ------- |
| Gao       | Gao       | 30 863   | 321 996  | 461 000          | 1,5     |
| Kayes     | Kayes     | 49 431   | 197 760  | 1 093 000        | 5,5     |
| Kidal     | Kidal     | 16 923   | 260 000  | 85 695           | 0,3     |
| Koulikoro | Koulikoro | 16 134   | 89 833   | 1 170 000        | 13      |
| Mopti     | Mopti     | 53 885   | 88 752   | 1 416 000        | 15,9    |
| Ségou     | Ségou     | 64 890   | 56 127   | 1 316 000        | 23,4    |
| Sikasso   | Sikasso   | 47 030   | 76 480   | 1 383 000        | 18,1    |
| Timbuctu  | Timbuctù  | 20 483   | 408 927  | 601 000          | 1,5     |
| Bamako    | Bamako    |          | 267      | 863 000          | 3 232,2 |

### Città principali

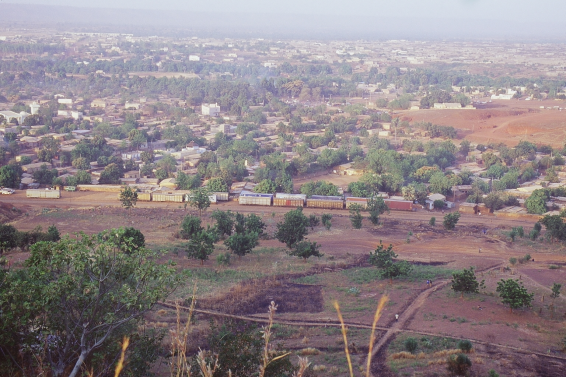
Kati

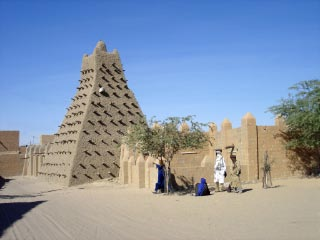
Timbuctù

Le città principali sono:
- Bamako (la capitale)
- Sikasso
- Koutiala
- Ségou
- Kayes
- Mopti
- Timbuctù
- Kalabancoro
- Gao (Mali)
- Kati (Mali)
- San (Mali)

### Istituzioni

#### Ordinamento scolastico

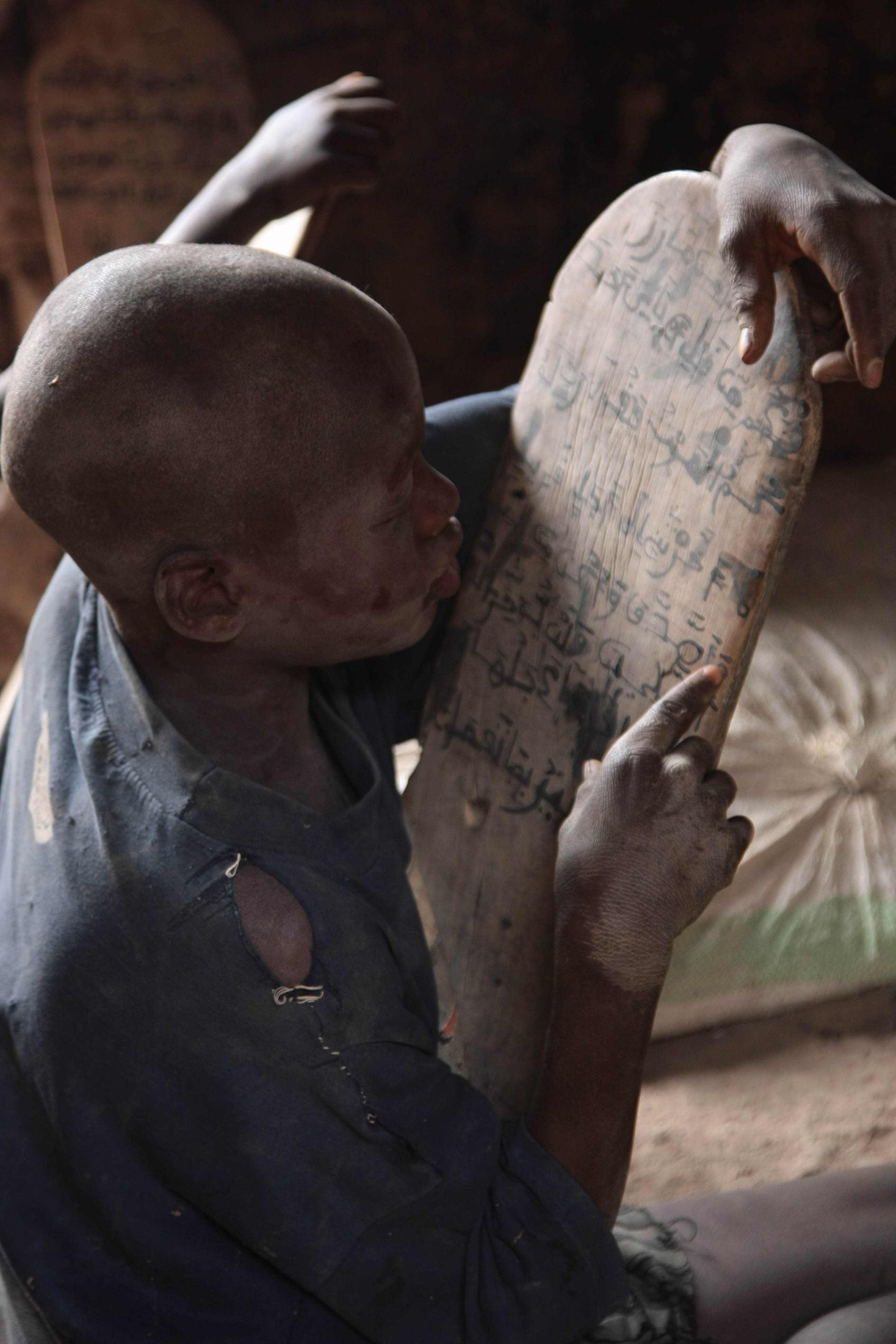
Ragazzo maliano intento a leggere

- Tasso di alfabetizzazione: 29% (36% per gli uomini e 20% per le donne)
- Studenti universitari: 6 073.

#### Università
L'Università di Bamako venne fondata nel 1996 come Università del Mali.

#### Sistema sanitario
Il sistema sanitario locale deve fronteggiare quotidianamente la malaria e la situazione generale del paese lascia aperti ampi spazi anche alla febbre gialla; inoltre, molte malattie, trasmesse tramite cibo e bevande, si manifestano sotto forma di dissenteria: nel paese, oltre alla febbre tifoide e alle epatiti, sono molto diffuse le malattie da vermi intestinali, nonché la giardiasi.
Il problema principale è quindi quello dell'acqua potabile e un deciso piano per la potabilizzazione delle acque e di distribuzione delle stesse permetterebbe di per sé di risolvere almeno in parte i problemi derivanti da questa situazione. Lo Stato, in fatto di sanità, spende circa 5 dollari per abitante e ciò denota anche la mancanza di medici messi a disposizione delle popolazioni: cifra esigua e inadeguata alle reali necessità della popolazione. Ma adeguati progetti legati non solo alla progettazione ma anche alla effettiva realizzazione di piccole unità ospedaliere lungo il Niger potrebbero risolvere parte dei problemi (produzione di energia, di acqua potabile, di acqua per irrigazione e così via).
È segnalata inoltre la presenza di filariosi, di focolai endemici di oncocercosi, della leishmaniosi cutanea e viscerale (più frequenti nelle zone aride), della tripanosomiasi (soprattutto in zone rurali), le febbri ricorrenti, il tifo da pidocchi, pulci o zecche e le febbri emorragiche di natura virale. Anche la tungiasi è diffusa come la schistosomiasi, malattia dovuta a un parassita presente nelle acque dolci.

### Relazioni estere e militari

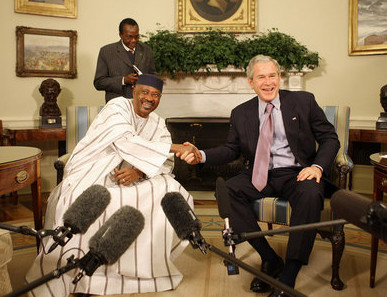
L'ex presidente maliano Amadou Toumani Touré con l'ex presidente statunitense George W. Bush

L'orientamento delle relazioni estere del Mali è diventato sempre più pragmatico e filo-occidentale nel corso del tempo. Infatti con l'instaurazione nel 2002 di una forma democratica di governo, le relazioni del Mali con l'Occidente in generale e con gli Stati Uniti, in particolare, sono notevolmente migliorate. Il Mali ha un rapporto ambivalente di lunga data con la Francia, ex potenza coloniale. Il Mali è attivo in organizzazioni regionali come l'Unione Africana. Lavorare per controllare e risolvere i diversi conflitti regionali, come quelli in Costa d'Avorio, Liberia e Sierra Leone, è uno dei principali obiettivi della politica estera del paese. Il Mali si sente minacciato dalle potenziali ripercussioni dei conflitti nei paesi limitrofi, e le relazioni con i vicini sono spesso difficili. L'insicurezza lungo i confini del Nord, tra banditismo transfrontaliero e il terrorismo, rimangono questioni fortemente problematiche delle relazioni regionali.
Le forze armate del Mali consistono di un esercito, che comprende le forze terrestri e forze aeree, nonché i paramilitari della Gendarmeria e della Guardia Repubblicana, che sono tutti sotto il controllo del Ministero della Difesa e dei Veterani del Mali, guidati da un civile. L'esercito è sottopagato, male equipaggiato, e necessita di una razionalizzazione. L'organizzazione della struttura delle forze armate ha sofferto molto l'incorporazione delle forze irregolari dei Tuareg nel proprio organico regolare a seguito di un accordo del 1992 tra il governo e le forze ribelli Tuareg. L'esercito ha generalmente mantenuto un profilo basso, con la transizione democratica del 1992. L'ex presidente Amadou Toumani Touré fu un ex generale dell'esercito e come tale godette di ampio sostegno in ambito militare. Nella relazione annuale sui diritti umani per il 2003 il Dipartimento di Stato americano ritiene che il controllo civile nominale delle forze di sicurezza è generalmente efficace, ma ha osservato alcuni "casi in cui elementi delle forze di sicurezza hanno agito in modo indipendente dell'autorità di governo". Le potenze occidentali come gli Stati Uniti aiutano le forze armate del Mali con la formazione del personale militare e la dotazione di attrezzature e armi.
Dopo una risoluzione ONU del gennaio 2012 l'Unione europea ha inviato una missione militare denominata European Union Training Mission Mali, con il compito di riorganizzare le forze armate maliane.

## Economia

### Agricoltura e allevamento

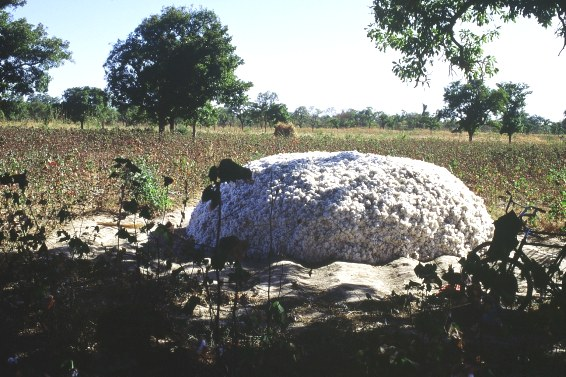
Raccolta del cotone

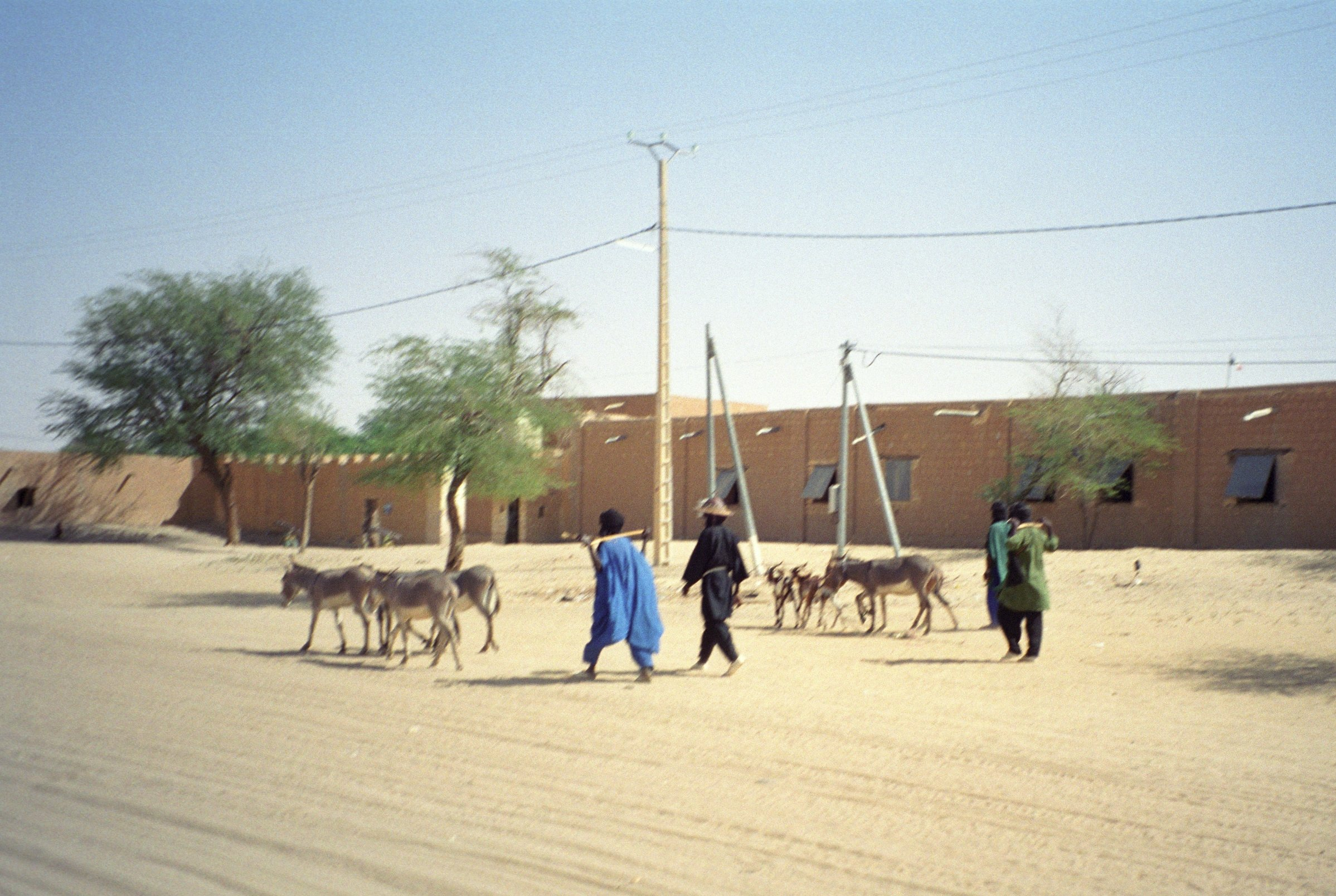
Allevatori nomadi

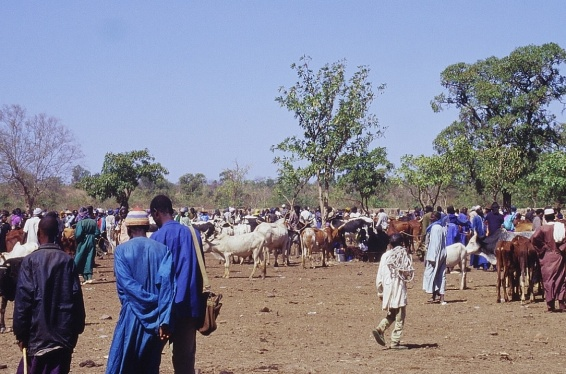
Fiera del bestiame. Mercato allestito a Kambila

Dei 124 milioni di ettari di superficie territoriale, il deserto del Sahara costituisce il 55%, il terzo centro-sud del paese ricade nel Sahel, il resto si trova nella fascia sudanese e nella zona sub-umida guineana. Del totale, 7 milioni di ettari sono coltivati; i pascoli occupano 35 milioni di ettari e le foreste coprono l'1% del territorio.
Il prodotto interno lordo (PIL) per abitante si aggira sui 964 dollari nel 2009, con una partecipazione del settore agricolo del 36,5% nel periodo 2005-2010. Nello stesso periodo, il settore impiega il 66% della popolazione attiva. L'agricoltura è di sussistenza, dominata da aziende di dimensioni medio-piccole, dai 4-5 ettari ai 27 ettari, spesso dotate di bestiame da lavoro. Il grosso della produzione si ottiene nel Sud del paese, meglio irrorato. Nel complesso, i cereali asciutti (soprattutto miglio, sorgo e mais) rappresentano il 56 per cento della produzione, le colture commerciali principali, anch'esse coltivate in seccagno, sono il cotone (0,24 milioni di t tra fibra e semi), l'arachide (0,16 milioni di t), il karité (l'albero del burro) e il fagiolo dell'occhio. Il Senegal e il delta del Niger, e i loro affluenti forniscono il grosso delle risorse idriche per l'irrigazione di 236 000 ettari, destinati principalmente alla produzione di riso, ortaggi, patata, batata, canna da zucchero e tè. Si tratta in prevalenza di un'agricoltura moderna e commerciale, in parte gestita da cooperative di contadini. Oltre che per la scarsità di buoni terreni, il livello produttivo è generalmente molto basso per la piovosità insufficiente e fortemente irregolare. Si ricordano le tremende siccità che a più riprese hanno devastato il paese attorno alla metà degli anni settanta e nel 1980, nel 1982 e nel 1983. Altro fattore negativo è l'organizzazione arcaica dell'attività agricola: al momento, neppure l'istituzione di un numero abbastanza considerevole di cooperative ha dato esiti consistenti.
L'allevamento è diffuso in tutto il paese, ma il grosso del bestiame si trova nella zona saheliana, sopra l'isoieta dei 600 mm. I sistemi di produzione, pastorale e agro-pastorale, a seconda delle zone agro-ecologiche, sono caratterizzati da bassa produttività. Il patrimonio zootecnico è costituito da piccoli ruminanti (31,3 milioni di capi nel 2012), bovini (9,7 milioni), cammelli (960 000 capi), equini (1,4 milioni di capi) e pollame (35,1 milioni di capi).

### Foreste
Le foreste, estese 12,4 milioni di ettari, sviluppandosi nella fascia sudano-guineiana con precipitazioni fino a 1 400 mm, forniscono legna da ardere (la principale fonte di energia disponibile) e legname pregiato, gomma arabica e pascolo per il bestiame. Secondo il Programma delle Nazioni Unite, nel periodo 1990-2010, le foreste hanno subito una diminuzione dell'11,2%. Dal 1997 al 2012 sono stati esportati annualmente 5-6 milioni di metri cubi di legname. Legname è anche importato da Burkina Faso, Ghana e Costa d'Avorio. Lo sviluppo della coltivazione della Jatropha potrebbe contribuire a rallentare la desertificazione.

### Pesca
La pesca, sempre di tipo artigianale, si pratica nei fiumi, nei laghi naturali e artificiali, paludi e zone inondate, su una superficie complessiva di 4 500 km². I fiumi principali, condivisi con i paesi confinanti, sono il Senegal con i suoi affluenti principali Bafing, Bakoye e Falémé e il Niger che attraversa il paese per 1 750 chilometri e fornisce oltre 80 per cento della produzione ittica. Esiste anche un centinaio di laghi tra i quali il Faguibine, il Sélingué e il Manantali. Il potenziale alieutico è valutato intorno alle 180 000 tonnellate circa. Si pesca annualmente un centinaio di migliaia di tonnellate di pesce, che non soddisfano il fabbisogno interno, coperto dalle importazioni (12 milioni di dollari nel 2012).

### Produzione, commercio e sicurezza alimentare
Il fabbisogno cerealicolo interno è generalmente soddisfatto dalla produzione nazionale. Esportazioni regionali anche consistenti di miglio e sorgo possono verificarsi in annate favorevoli, così come possono essere necessari aiuti alimentari (100 000 tonnellate nel 2012). Altre importazioni riguardano farine, oli vegetali, zucchero e pesce. Il paese esporta soprattutto cotone e sesamo. Le esportazioni di prodotti zootecnici consistono in bestiame vivo destinato ai mercati costieri e pellami verso l'Europa. Il 7,3 per cento della popolazione è sottonutrita (nel 2012) e il 43,6 per cento vive sotto la soglia della povertà (nel 1993) che colpisce in particolare la popolazione rurale (50,6 per cento). Da rilevare il grave fenomeno del contrabbando di prodotti alimentari, avviati ai più vantaggiosi mercati della Costa d'Avorio, del Burkina Faso e del Senegal.

### Politiche agricole
Le strategie di valorizzazione del mondo rurale hanno sempre rivestito un ruolo fondamentale sia nelle politiche delle potenze coloniali sia in quelle dello Stato post-coloniale.
Attualmente la Loi d'Orientation Agricole si articola attorno a cinque temi principali:
- il primo descrive gli obiettivi generali e le strategie di sviluppo agricolo;
- il secondo tratta delle questioni legate allo statuto dei lavoratori, alle imprese agricole, alle organizzazioni contadine e alla formazione professionale legata al settore primario, al fine di migliorare la qualità delle risorse umane e di rafforzare le organizzazioni agricole;
- il terzo si rapporta ai fattori di produzione ovvero all'insieme delle attività e dei beni materiali che concorrono al miglioramento della produzione agricola (gestione razionale della terra, delle risorse naturali, del finanziamento all'agricoltura, dell'accesso all'acqua, della realizzazione di infrastrutture, delle attrezzature, del sostegno alla ricerca agricola);
- il quarto concerne le strategie di sviluppo e la promozione delle filiere e dei mercati (crescita produttiva nei diversi sotto-settori, trasformazione dei prodotti e creazione di valore aggiunto, qualità dei prodotti agricoli, organizzazione del mercato interno, accesso ai mercati esteri);
- il quinto tratta del quadro istituzionale che accompagnerà l'entrata in vigore della legge.

### Risorse minerarie
Gli estesi giacimenti di fosfati, oro, uranio, ferro, bauxite, manganese e sale sono poco sfruttati a causa delle infrastrutture carenti. Molto più modesti sono i giacimenti diamantiferi, situati nel Sud-ovest del paese.

### Industria

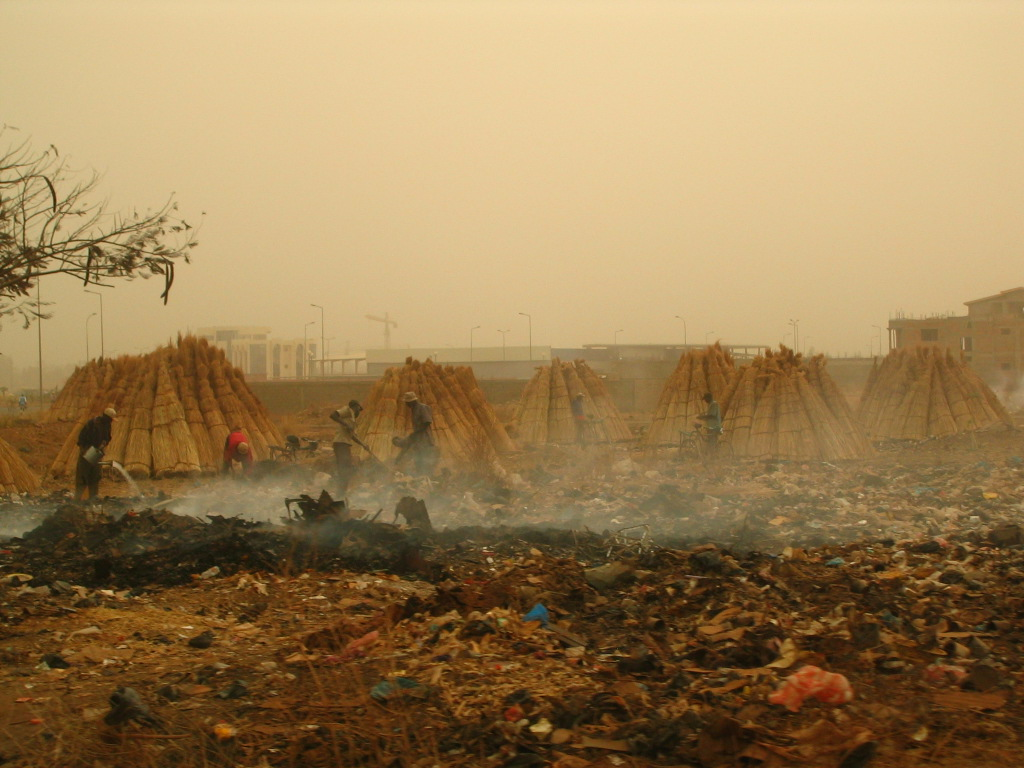
Bamako. La discarica di Bamako, uno dei rari esempi di terziario

L'industria garantisce il 26% delle entrate, ma presenta ancora segni di arretratezza ed è molto legata al settore primario. Le industrie sono concentrate quasi esclusivamente nelle vicinanze della capitale, Bamako, e comprendono: industrie chimiche, tessili, diamantifere e del cemento, oltre a quelle agroalimentari.

### Esportazioni
Le esportazioni ammontano a 1 140 milioni di dollari statunitensi e costituiscono il 36% del PIL.

### Importazioni
Le importazioni costituiscono il 41% del prodotto interno lordo e ammontano a 1 200 milioni di dollari statunitensi.

### Trasporti
La rete dei trasporti del Mali è molto limitata e comprende, oltre a strade poco e mal asfaltate che collegano Bamako con Segou, un'estesa rete fluviale. Importante il Niger, che costituisce un canale di navigazione che attraversa il paese da sud-ovest a nord-est. Nel Nord del paese si usano prevalentemente cammelli negli spostamenti. Gli aeroporti principali sono l'Aeroporto di Kayes Dag-Dag e quello di Mopti-Ambodédjo.
Un miglioramento delle comunicazioni aiuterebbe il Mali a intraprendere un certo sviluppo, visto che molte delle attività terziarie si svolgono sulle poche strade esistenti e le derrate alimentari, facilmente deperibili, giungono nelle zone dove non è possibile la coltivazione in tempi molto lunghi, originando così anche problemi sanitari. La strada che parte dal confine con il Senegal (Diboli) per Kaies e Bamako è tutta asfaltata con qualche chiatta per l'attraversamento del fiume Bakoye. Asfaltata è anche la strada proveniente dal Senegal Kenieba-Kità.

### Turismo
Il turismo può contare su attrattive quali le moschee in stile sudanese, la famosissima città di Timbuctù e il deserto. Il turismo è in crescita (18,4% all'anno): le entrate sono aumentate da 19 milioni di dollari nel 1995 agli attuali 71 milioni.

## Ambiente
Il Mali è lo Stato più vasto dell'Africa occidentale e ospita cinque differenti habitat. Il Nord è occupato dal Sahara, mentre il Sud è costituito da terreni coltivati relativamente pianeggianti e bene irrigati da discrete precipitazioni. L'Ovest è una propaggine collinosa coperta dai boschi degli altipiani del Fouta Djalon, in Guinea, la fascia centrale del paese è una savana semiarida (il Sahel) e il delta interno del Niger è un labirinto di canali, paludi e laghi. Il Niger, fiume d'importanza vitale per il paese, è l'elemento geografico di maggior rilievo del Mali. Scorre per 1 626 km attraverso il paese provenendo dalla Guinea, nel Sud-ovest, fino a Timbuctù e al margine del Sahara, prima di piegare verso sud-est attraversando il Niger e la Nigeria per poi gettarsi nell'Atlantico.
Il Mali ha quattro parchi nazionali e diverse aree protette, ma la fauna selvatica è stata annientata da secoli di interventi umani, e i parchi non sono facilmente accessibili. Sembra che il vasto Parc National de la Boucle de Baoulé, a nord-ovest di Bamako, offra buone opportunità per il birdwatching, mentre il Parc National du Bafing, che si estende lungo il lago formato dalla diga di Manantali, a ovest di Kita, protegge numerose specie di primati, tra cui gli scimpanzé. La Réserve d'Ansongo-Ménaka si trova a sud-est di Gao, accanto al fiume Niger, ed è molto isolata. Gli animali sono in gran parte scomparsi, ma il Niger ospita ancora gli ippopotami. L'area di maggiore interesse per i visitatori, sebbene difficile da raggiungere, è la Réserve de Douentza, una vasta distesa semidesertica a nord della strada principale tra Mopti e Gao, popolata dai robusti elefanti del deserto.
Le questioni ambientali più pressanti per il Mali sono il disboscamento, lo sfruttamento eccessivo del territorio per il pascolo e la desertificazione. I tre problemi sono strettamente correlati e, insieme, costituiscono una minaccia per gran parte del paese. Nel Sahel, gli alberi vengono abbattuti per ricavarne legna per cucinare e per costruire. In altre zone, il pascolo sta spogliando il tappeto vegetale e la rete di radici, dunque non rimane molto a tenere insieme il suolo, che si sta erodendo. L'aumento della popolazione, inoltre, non fa che peggiorare questa situazione.

## Cultura

### Patrimoni dell'umanità
Il patrimonio culturale del Mali è testimoniato anche dalla presenza di alcuni siti iscritti nella Lista dei patrimoni dell'umanità dell'UNESCO.

### Musica

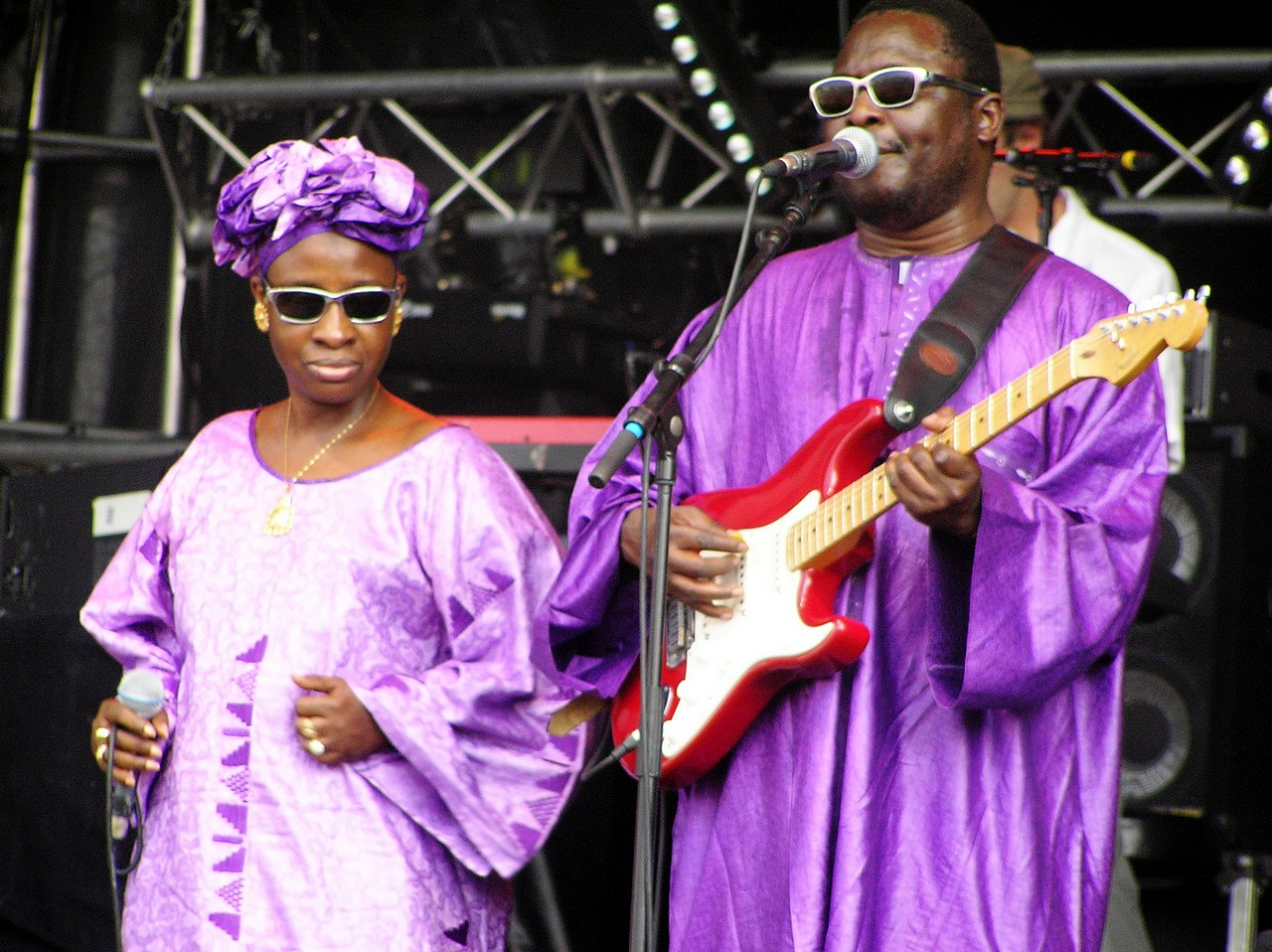
Il duo maliano Amadou & Mariam, conosciuto a livello internazionale per la caratteristica rielaborazione di elementi maliani in chiave moderna

Le tradizioni musicali del Mali derivano dai griot, che sono noti come "Custodi di memorie". La musica maliana è varia e ha diversi generi. Alcune famose influenze nella musica del Mali sono del virtuoso musicista Kora, Toumani Diabaté, le profonde radici del chitarrista blues Ali Farka Touré, il gruppo tuareg Tinariwen, e numerosi artisti afro-pop come Salif Keïta, il duo Amadou & Mariam, Oumou Sangare, Bassekou Kouyaté e Habib Koné.

### Cinema
In ambito cinematografico possiamo ricordare i registi Daouda Coulibaly, il cui cortometraggio del 2010 Tinye So ha ricevuto diversi riconoscimenti internazionali, come anche Souleymane Cissé e Cheick Oumar Sissoko.

### Produzione letteraria
Anche se la letteratura del Mali è meno famosa della sua musica, il Mali è sempre stato uno dei paesi con i più vivaci centri intellettuali. La tradizione letteraria del Mali in passato è stata trasmessa principalmente con il passaparola, con jalis a recitare o cantare storie conosciute a memoria. L'Epopea di Sundiata, si ricollega alla fondazione dell'Impero del Mali. Amadou Hampâté Bâ, lo storico più conosciuto del Mali, ha trascorso gran parte della sua vita a scrivere di queste tradizioni orali perché il mondo se ne ricordi. Il romanzo più conosciuto di uno scrittore del Mali è Yambo Ouologuem, Le Devoir de violence, che ha vinto il Premio Renaudot 1968, ma la cui eredità è stata segnata dalle accuse di plagio.  Altri noti scrittori del Mali sono: Baba Traoré, Modibo Keita Sounkalo, Massa Makan Diabaté, Moussa Konaté e Fily Dabo Sissoko.

## Sport

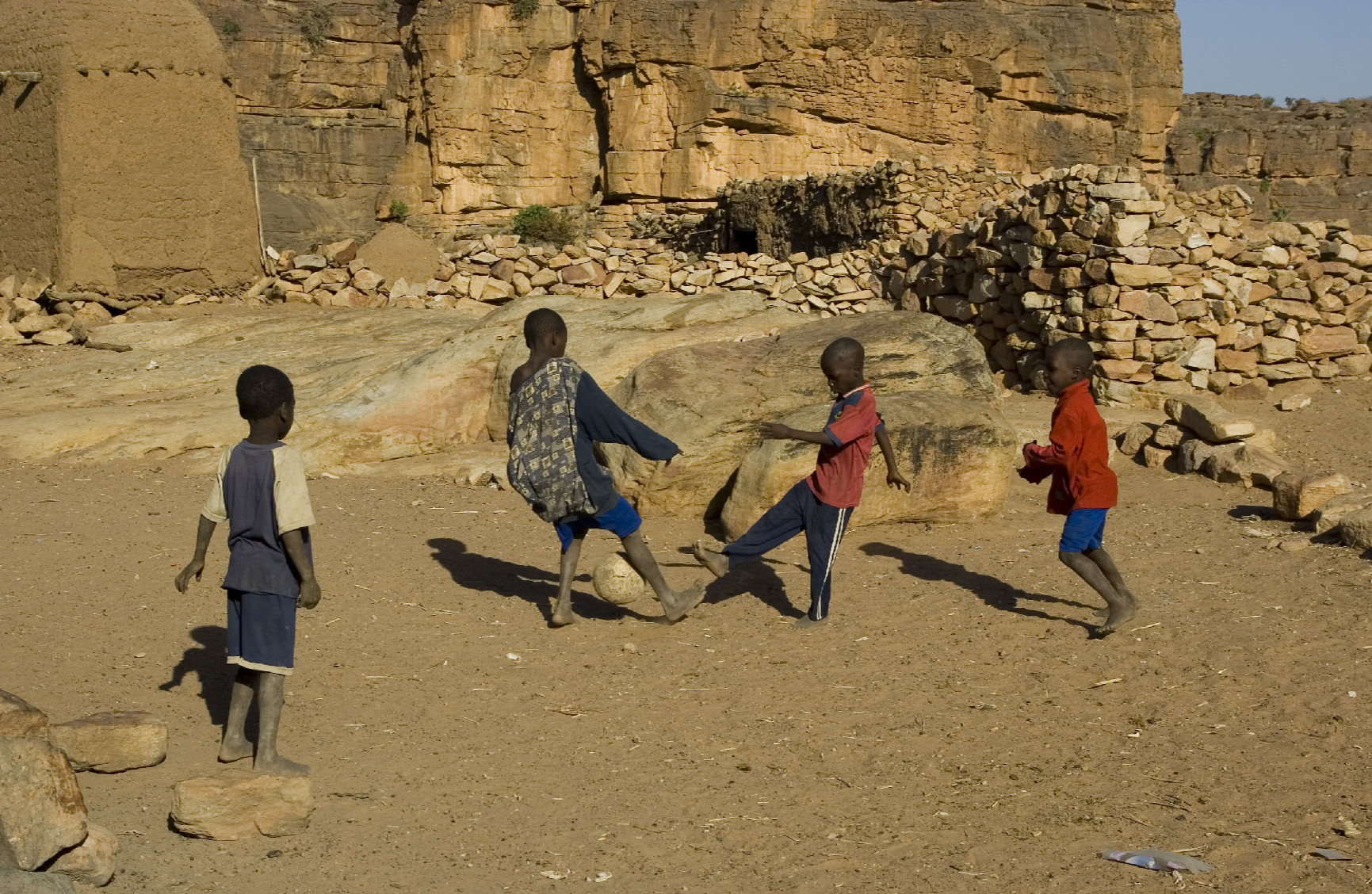
Bambini maliani giocano a calcio

Lo sport più popolare in Mali è il calcio, che è diventato una passione nazionale quando il Mali è stato scelto per ospitare la Coppa delle nazioni africane 2002. La nazionale di calcio del Mali ha raggiunto il secondo posto nel 1972 in Coppa d'Africa. La maggior parte delle città hanno club professionisti o semi-professionali, i quali giocano in campionati nazionali e regionali. La Malien Première Division è la massima competizione calcistica del Mali, creata nel 1966. La maggior parte dei club hanno sede a Bamako, la capitale, e le squadre più popolari a livello nazionale sono: il Djoliba Athletic Club, lo Stade Malien de Bamako e l'Association Sportive Korofina. L'Impero coloniale francese ha introdotto il gioco nella colonia e i primi campionati organizzati aperti agli africani nacquero nel 1930. Una manciata di club africani si sono sviluppati dopo la seconda guerra mondiale e partecipavano ai tornei di calcio dell'Africa Occidentale Francese. Per le altre discipline sportive ricordiamo il taekwondo, con Daba Modibo Keita campione del mondo.

## Ricorrenza nazionale
- 22 settembre: jour de l'Indépendance, nel quale si commemora l'indipendenza dalla Francia nel 1960.

## Tradizioni
La variegata cultura quotidiana dei maliani riflette la diversità etnica e geografica del paese. La maggior parte dei maliani indossa fluenti abiti colorati chiamati boubous che sono tipici dell'Africa occidentale. I maliani partecipano spesso a feste tradizionali, balli e cerimonie.

### Cucina
Riso e miglio sono la base della cucina del Mali, che è fortemente basata su cereali. I cereali sono generalmente preparati con salse a base di foglie di spinaci, o foglie di baobab, con pomodoro, o con salsa di arachidi, e può essere accompagnata da pezzi di carne alla griglia (tipicamente di pollo, agnello, manzo o capra). La cucina del Mali varia molto regionalmente.